# Paruline de Fernandina
Teretistris fernandinae
Espèce
Statut de conservation UICN

 LC  : Préoccupation mineure
La Paruline de Fernandina (Teretistris fernandinae) est une espèce de passereaux appartenant anciennement à la famille des Parulidae, mais qui est désormais de placement taxinomique incertain.

## Distribution
La Paruline de Fernandina est endémique de Cuba.

Carte de répartition de l'espèce

## Habitat
Cette paruline habite divers types de forêts pourvues d'un sous-bois inaltéré ainsi que les fourrés des régions semi-arides.